# Mareilles
Mareilles é uma comuna francesa na região administrativa de Grande Leste, no departamento de Haute-Marne. Estende-se por uma área de 22,28 km². Em 2010 a comuna tinha 150 habitantes (densidade: 6,7 hab./km²).